# Mohamed Armoumen
Mohamed Armoumen est un footballeur marocain né le 7 septembre 1978 à Casablanca. Il joue au poste d'attaquant aux Jeunesse El Massira.
| Caps | Date       | Match              | Lieu      | Score | Compétition | But |
| 1    | 27/03/2002 | Costa Rica - Maroc | San José  | 0 - 1 | Amical      | --  |
| 2    | 09/01/2006 | Maroc - RD Congo   | Rabat     | 3 - 0 | Amical      | 1   |
| 3    | 14/01/2006 | Maroc - Zimbabwe   | Marrakech | 1 - 0 | Amical      | 1   |
| 4    | 17/01/2006 | Maroc - Angola     | Rabat     | 2 - 2 | Amical      | --  |
| 5    | 28/05/2006 | Mali - Maroc       | Colombes  | 1 - 0 | Amical      | --  |
| ---- | ---------- | ------------------ | --------- | ----- | ----------- | --- |

## Carrière
- ---- - 2000 : Raja de Casablanca
- 2000 - 2002 : FAR de Rabat
- 2002 - 2003 : Al Arabi Doha
- 2003 - 2005 : FAR de Rabat
- 2005 - 2007 : Al Kuwait Kaifan
- 2007 - 2008 : KSC Lokeren
- 2008 - 2009 : Raja de Casablanca
- 2009 - 2009 : Wydad de Casablanca
- 2009 - 2010 : FAR de Rabat
- 2010 - 2011 : Wydad de Fès
- 2011 -  : Jeunesse El Massira

## Palmarès
- Vainqueur de la Ligue des Champions de la CAF 1999 avec Raja de Casablanca.
- Vainqueur du GNF 2005 avec FAR de Rabat.
- Meilleur buteur du GNF 2005 avec FAR de Rabat.
- Vainqueur du Championnat du Koweït de football  avec Al Kuwait Kaifan
- Vainqueur du GNF 2009 avec Raja de Casablanca